# Tukaraneus mahabaeus
Tukaraneus mahabaeus är en spindelart som beskrevs av Alberto Barrion och James A. Litsinger 1995. Tukaraneus mahabaeus ingår i släktet Tukaraneus och familjen hjulspindlar.
Artens utbredningsområde är Filippinerna. Inga underarter finns listade i Catalogue of Life.